# Gnophos anastomosis
Gnophos anastomosis är en fjärilsart som beskrevs av Embrik Strand 1904. Gnophos anastomosis ingår i släktet Gnophos och familjen mätare. Inga underarter finns listade i Catalogue of Life.